# Kauwbare tandenborstel

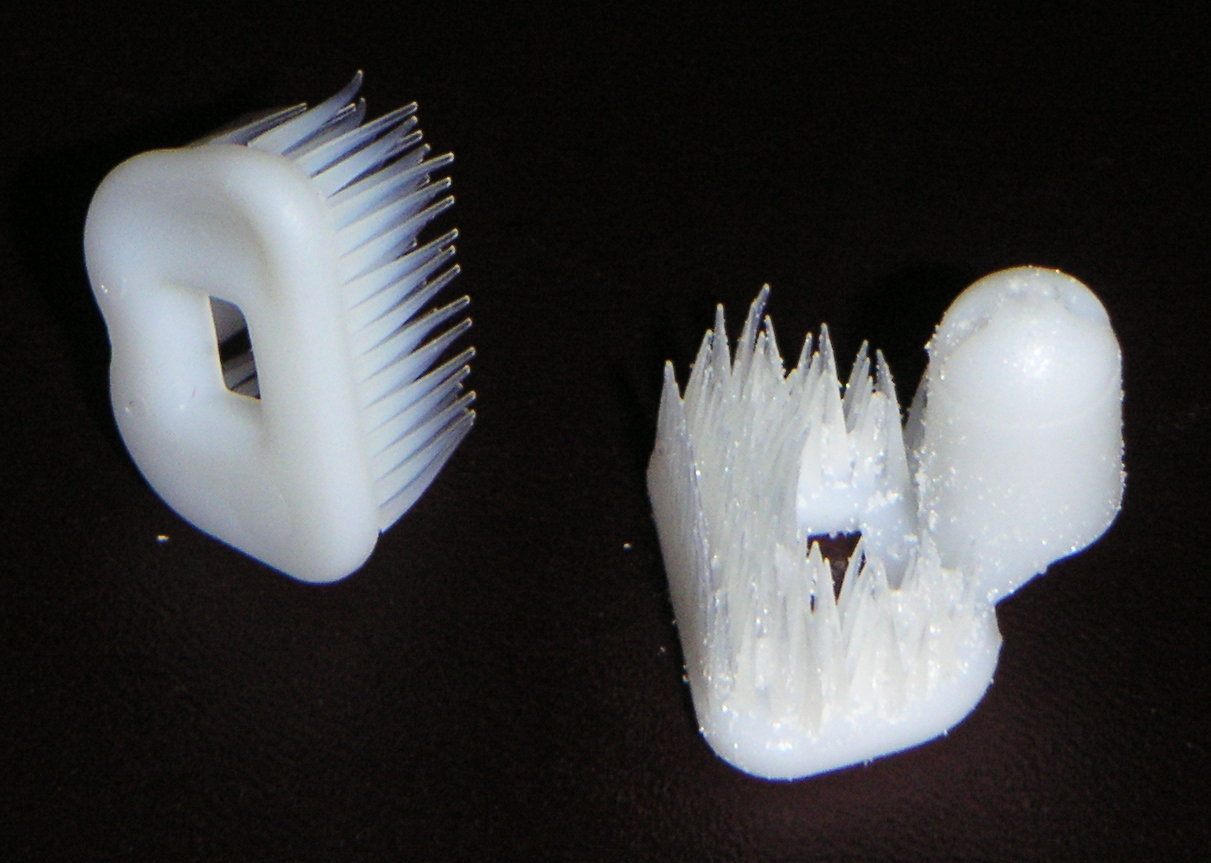
Twee kauwbare tandenborstels

Een kauwbare tandenborstel heeft als doel de tanden en de mond tijdelijk te ontdoen van bacteriën en etensresten. Dit soort tandenborstels zorgt tevens voor een frisse adem en is praktisch in het gebruik onderweg en in situaties waar er geen drinkwater in de buurt is.
Ze bestaan uit een borstelgedeelte waaraan een kegelvormig deel is bevestigd. Dit deel is zo gevormd dat tijdens het kauwen, de borstelharen tegen de tanden worden gedrukt en tot aan het tandvlees de tanden reinigen. Alhoewel de naamgeving misschien anders doet vermoeden, is het niet zozeer de bedoeling dat men er zo maar op los kauwt als ware het kauwgum. Wanneer men echter met het kegeltje tussen de tanden heen en weer rolt, reinigt het borsteltje de basis van de tanden en masseert dit borsteltje het tandvlees. "Spelen" met het kauwbare tandenborsteltje is mogelijk een betere beschrijving voor de beweging die kan worden gemaakt met dit product.
Tussen de borstelharen bevindt zich een poedervormige tandpasta, bestaande uit xylitol, polydextrose, water en smaakstoffen.
Dit product kan online besteld worden en is te krijgen in automaatjes die opgehangen zijn in de toiletruimte van restaurants en wegrestaurants, alsook wachtruimtes van bijvoorbeeld vliegvelden.
De kauwbare tandenborstel is geen vervanging van de dagelijkse verzorging van de tanden. Geadviseerd wordt om tweemaal daags minimaal 2 minuten de tanden te poetsen met een gewone tandenborstel. Dit dient bij voorkeur aangevuld te worden met 1 keer stokeren, flossen of het poetsen met een interdentaalborstel.